# Municipio de Jackson (condado de York)
El municipio de Jackson (en inglés: Jackson Township) es un municipio ubicado en el condado de York en el estado estadounidense de Pensilvania. En el año 2000 tenía una población de 6,095 habitantes y una densidad poblacional de 105 personas por km².

## Geografía
El municipio de Jackson se encuentra ubicado en las coordenadas 39°52′36″N 76°54′59″O / 39.87667, -76.91639.

## Demografía
Según la Oficina del Censo en 2000 los ingresos medios por hogar en la localidad eran de $49,781 y los ingresos medios por familia eran $53,272. Los hombres tenían unos ingresos medios de $38,021 frente a los $22,193 para las mujeres. La renta per cápita para la localidad era de $19,464. Alrededor del 2,6% de la población estaban por debajo del umbral de pobreza.